# 旅居者號
旅居者號是於1997年隨火星探路者（又稱：火星拓荒者號（MESUR Pathfinder））登陸火星克律塞平原阿瑞斯谷的機器火星車，在火星上運作約3個月的時間。它配備了前方和後置攝像機以及幾件科學實驗器材。雖然任務最初被設計為只工作7個火星日（延長後為30個火星日），但實際上旅居者號的工作時間長達83個火星日（地球日85天）。旅居者號是第一輛在地球以外的行星表面行駛的探測車，它是火星探路者任務的一部分。
旅居者號通過火星拓荒者號登陸器與地球聯繫。1997年9月27日上午3點23分（太平洋標準時），火星拓荒者號與地球進行了最後一次通訊。地球最後一次接收到來自旅居者號的信號是在1997年10月7日。
當旅居者號和地球失去聯繫時，它的行駛距離僅有100多米（330英尺）。旅居者號收到的最後指令是讓它在1997年10月5日（第91個火星日）前保持靜止狀態，然後在登陸器周邊移動，然而並不清楚探測車是否完成了以上步驟。地面控制中心嘗試了所有的方法仍然無法重新與火星車恢復通信，旅居者號任務最終於1998年3月10日正式結束。

## 名稱
美國太空總署舉辦了一場為期一年的隨筆寫作競賽來決定這輛火星車的名稱，最後獲得第一名的是由一位來自康乃狄克州的12歲的孩童建議的名稱索杰纳（Sojourner），用來紀念19世紀女權運動家索杰纳·特鲁思，这个词同时也是“旅行（居住）者”的意思。獲得亞軍的參賽者建议用波蘭科學家瑪麗·居禮命名，季軍的方案則是選擇了美國太空總署太空人朱迪斯·蕾斯尼克的名字。旅居者號簡稱MFEX。

## 裝備
旅居者號裝設有太陽能面板與一次電池，讓旅居者號可在夜間持續運作。電池由鋰及氯化物組成，可以提供150瓦特電力，一旦電池用盡後，旅居者號將只能在日間運作。旅居者號尚未登陸火星之前，科學家可以使用電池來檢查旅居者號的狀況是否正常。
旅居者號的太陽能面板為0.22平方公尺，最大可以提供15瓦特電力，實際情況要依據火星氣候而定。太陽能面板由鍺製作而成，效率最大可達到18%。太陽能面板可以在攝氏−140°（華氏−220 °）的低溫下運作。
中央處理器是Intel 8085，包含一個64kB記憶體。旅居者號總共搭載有4個記憶體，64kB記憶體用來控制主程序，16kB記憶體是可編程唯讀記憶體，176kB記憶體是非揮發性記憶體，512記憶體用來儲存資料。
旅居者號搭載9,600波特率無線電數據，可用來聯繫火星探路者。UHF無線電數據機類似無線對講機，但只發送數據，而非聲音。它可以發送數據或接收數據，但無法同時進行發送及接收數據。
阿法X光光譜儀（APXS）與火星96任務搭載的光譜儀相似，是由德國馬克斯·普朗克太陽系研究所與芝加哥大學合作製作完成。科學家可以藉由光譜儀得知火星土壤及塵埃的結構及成分。
旅居者號搭載三個照相機：2個照相機設置在前方，1個彩色照相機設置則在後方。2個設置在前方照相機像素為484乘768。科學家使用火星探路者照相機系統來幫助旅居者號前往正確的方向。
科學家使用SGI Onyx2電腦裝設的漫遊者控制軟體來控制旅居者號，漫遊者控制軟體可以讓科學家從任何角度觀察旅居者號和周圍的地形，幫助科學家研究地形及設計移動路線。
旅居者號重量為11.5公斤（25磅），等同於火星上的4.5公斤力。

## 註解
1. 1 2  Nelson, Jon. . NASA.   [2014-02-02]. （原始内容存档于2014-02-19）.
2. ↑  Siddiqi, Asif A.  (PDF). The NASA history series second. Washington, DC: NASA History Program Office. 2018: 195  [2019-11-04]. ISBN 9781626830424. LCCN 2017059404. SP2018-4041. （原始内容 (PDF)存档于2019-12-08）.
3. 1 2  Mars Pathfinder - Welcome to Mars - Sol 86 （页面存档备份，存于），2015年3月7日查閱
4. ↑  . mars.nasa.gov.   [2021-03-08]. （原始内容存档于2021-03-22）.
5. 1 2  NASA Names First Rover to Explore the Surface of Mars - NASA （页面存档备份，存于） 2015年3月7日查閱
6. ↑  
Microrover Ready to Roll! （页面存档备份，存于），2015年3月7日查閱
7. 1 2  .   [2015-03-08]. （原始内容存档于2012-12-30）.
8. 1 2  
Mars Microrover Power Subsystem （页面存档备份，存于），2015年3月7日查閱
9. 1 2  NASA - Mars Pathfinder FAQ （页面存档备份，存于），2015年3月7日查閱
10. ↑  
The Radio Modem that is inside the Microrover. . . . （页面存档备份，存于），2015年3月7日查閱
11. ↑  
Rover Camera Instrument Description （页面存档备份，存于），2015年3月7日查閱
12. 1 2  B. Cooper - MFEX: Microrover Flight Experiment - NASA （页面存档备份，存于），2015年3月7日查閱
13. ↑  Sojourner 的存檔，存档日期2015-03-20.，2015年3月7日查閱